# Jor VD
| VD ist das Kürzel für den Kanton Waadt in der Schweiz. Es wird verwendet, um Verwechslungen mit anderen Einträgen des Namens Jor zu vermeiden. |

Jor ist ein Weiler in der Gemeinde Montreux im Schweizer Kanton Waadt auf einer Höhe von 1174 m.

## Geographie
Die wenigen Gebäude in Einzellage befinden sich oberhalb von Les Avants nordöstlich von Montreux an der Strasse zum Col de Jaman. Jor verfügt über eine Haltestelle der Montreux-Berner Oberland-Bahn (MOB) an der Bahnstrecke Montreux–Lenk im Simmental. Sie befindet sich direkt westlich des Jaman-Tunnels auf 1084 m. Oberhalb von Jor entspringt der Bach Baye de Montreux, der von der Eisenbahn zwischen Jaman-Tunnel und Haltestelle auf einer Brücke überquert wird.
Im Geographischen Lexikon der Schweiz von 1910 werden 37 Einwohner verzeichnet. Bis 1919 war Jor auf der Landeskarte als Chargiau verzeichnet, was einen geeigneten Ort zum Beladen von Karren beschreibt.

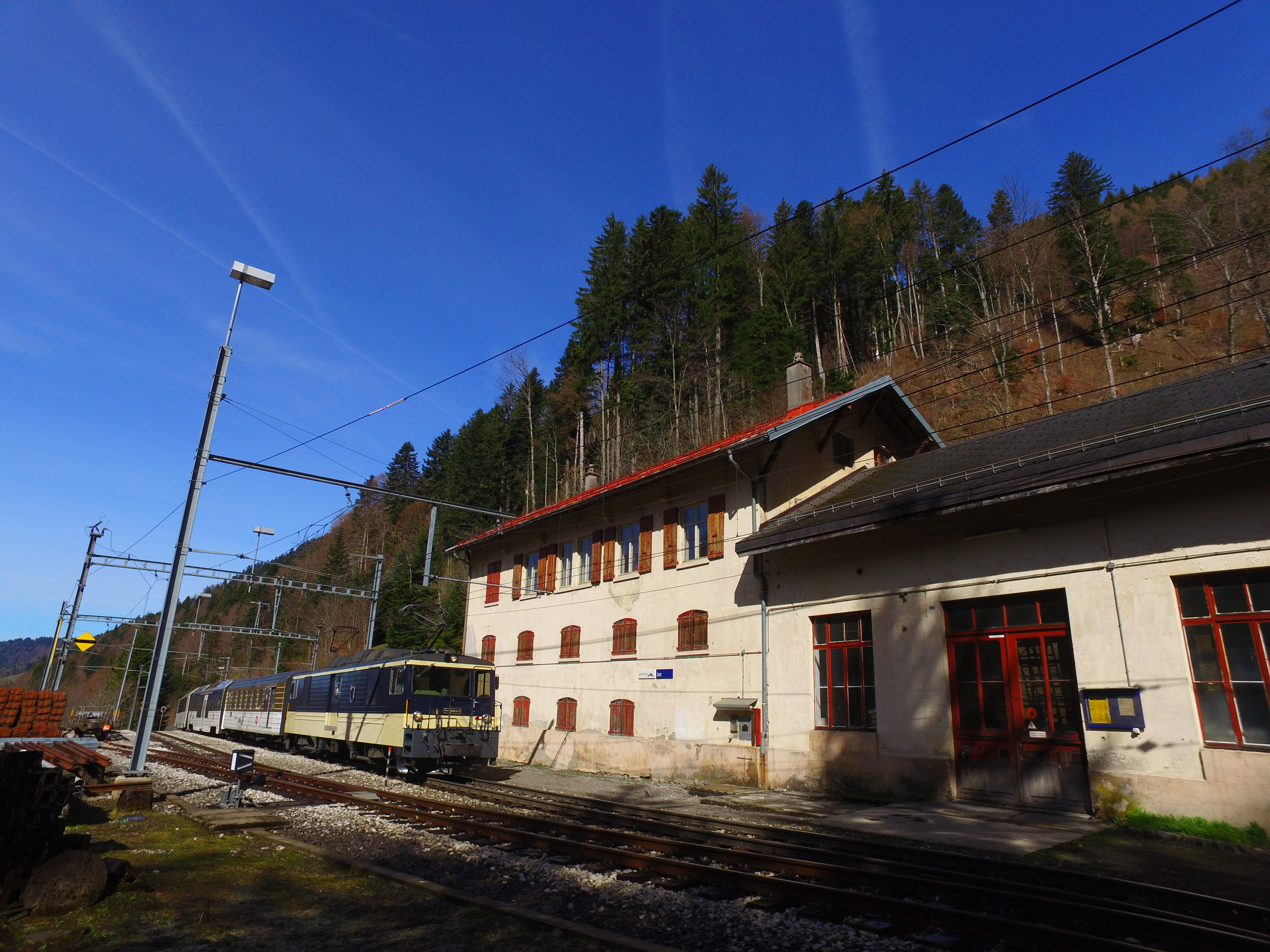
Haltestelle Jor
- Video der Haltestelle Jor
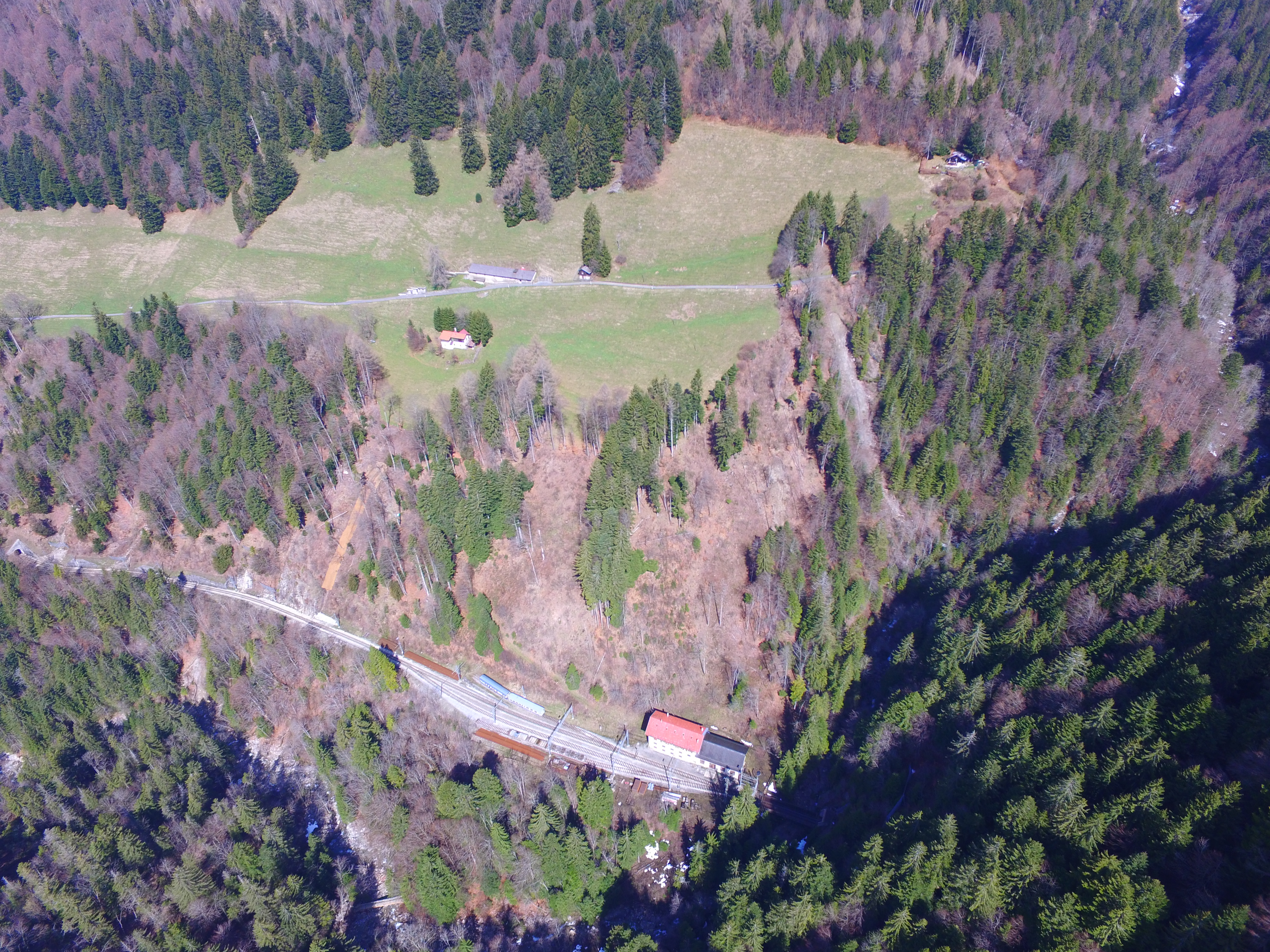
Luftbild von Jor mit Haltestelle